# Nothing's Gonna Stop Me Now
Nothing's Gonna Stop Me Now è un singolo della cantante pop britannica Samantha Fox, pubblicato nel 1987 dall'etichetta discografica Jive.
Il brano è stato scritto e prodotto da Mike Stock, Matt Aitken e Pete Waterman ed è una delle canzoni più note dell'artista.
Il singolo è stato estratto dal secondo album della cantante, Samantha Fox.

## Tracce
7" Single (Jive 145 314)
1. Nothing's Gonna Stop Me Now - 3:42
2. Dream City - 4:55

12" Maxi (Jive 6.20760 / EAN 4001406207600)
1. Nothing's Gonna Stop Me Now (Extended) [BPM: 122] - 7:01
2. Dream City - 4:54
3. Want You to Want Me - 3:31

## Classifiche
| Classifica (1987) | Posizione raggiunta |
| ----------------- | ------------------- |
| Svizzera          | 2                   |
| Norvegia          | 2                   |
| Italia            | 2                   |
| Paesi Bassi       | 5                   |
| Francia           | 6                   |
| Svezia            | 7                   |
| Regno Unito       | 8                   |
| Austria           | 11                  |
| Nuova Zelanda     | 30                  |
| Stati Uniti       | 80                  |

### Classifiche di fine anno
| Classifica (1997) | Posizione |
| ----------------- | --------- |
| Italia            | 19        |